# Parkano
Parkano er en bykommune i landskabet Birkaland i det vestlige Finland. Kommunen og landskabet hører under Vest og Indre Finlands regionsforvaltning.
Byen blev købstad i 1977.